# Sept-Sorts
Sept-Sorts is een gemeente in het Franse departement Seine-et-Marne (regio Île-de-France) en telt 394 inwoners (1999). De plaats maakt deel uit van het arrondissement Meaux.

## Geografie
De oppervlakte van Sept-Sorts bedraagt 3,2 km², de bevolkingsdichtheid is 123,1 inwoners per km².
De onderstaande kaart toont de ligging van Sept-Sorts met de belangrijkste infrastructuur en aangrenzende gemeenten.

## Demografie
Onderstaande figuur toont het verloop van het inwonertal (bron: INSEE-tellingen).